# Memphis (Florida)
Memphis és una concentració de població designada pel cens dels Estats Units a l'estat de Florida. Segons el cens del 2000 tenia 7.264 habitants.

## Demografia
Segons el cens del 2000, Memphis tenia 7.264 habitants, 2.501 habitatges, i 1.835 famílies. La densitat de població era de 887,5 habitants/km².
Dels 2.501 habitatges en un 33,2% hi vivien nens de menys de 18 anys, en un 47,5% hi vivien parelles casades, en un 19,9% dones solteres, i en un 26,6% no eren unitats familiars. En el 21,3% dels habitatges hi vivien persones soles el 9,4% de les quals corresponia a persones de 65 anys o més que vivien soles. El nombre mitjà de persones vivint en cada habitatge era de 2,82 i el nombre mitjà de persones que vivien en cada família era de 3,26.
Per edats la població es repartia de la següent manera: un 29,3% tenia menys de 18 anys, un 9,7% entre 18 i 24, un 26,3% entre 25 i 44, un 20,9% de 45 a 60 i un 13,8% 65 anys o més.
L'edat mediana era de 34 anys. Per cada 100 dones de 18 o més anys hi havia 96,4 homes.
La renda mediana per habitatge era de 32.576 $ i la renda mediana per família de 35.600 $. Els homes tenien una renda mediana de 26.250 $ mentre que les dones 21.979 $. La renda per capita de la població era de 14.778 $. Entorn del 16,5% de les famílies i el 20,7% de la població estaven per davall del llindar de pobresa.

## Poblacions més properes
El següent diagrama mostra les poblacions més properes.